# Esther Valding
Esther Valding, née le 14 mai 1999 à Paris, est une actrice française.

## Biographie

### Enfance et débuts
Fille d'un plombier et d'une mère au foyer, Esther Valding naît le 14 mai 1999 à Paris, dans une famille de quatre enfants. Elle grandit à Courtry, en Seine-et-Marne. Elle commence à faire du théâtre à l'âge de 10 ans.
À l'âge de 13 ans, Esther Valding fait ses débuts en apparaissant dans Dame de trèfle, un téléfilm de France 2 réalisé par Philippe Venault. La même année, on retrouve la jeune actrice Vive la colo !, aux côtés de Charlotte de Turckheim, Julien Boisselier et Titoff. Par la suite, les téléspectateurs la retrouvent le temps d'un épisode de Clem, en tant que rivale de Salomé puis dans le rôle de Cassandre, une élève de troisième dans la série Les Grands, qui dépeint le quotidien de collégiens français.

### Carrière
En 2018, Michaël Youn devient son père pour Les Bracelets rouges, adaptation d'une série espagnole, diffusée sur TF1. L'actrice prête ainsi ses traits à Sarah, hospitalisée à la suite d'un malaise cardiaque. Cette adolescente au caractère bien trempé vient compléter la bande d'amis formée par six jeunes patients, unis face à la maladie. Elle enchaîne ensuite en jouant la fille de Clémentine (Linda Hardy) dans la série Demain nous appartient,.
En 2020, elle participe au 21e épisode de la série de France 3 Mongeville, au côté notamment de Natacha Régnier, qu'elle retrouve des Bracelets rouges.

## Filmographie
Sauf indication contraire, les informations mentionnées dans cette section peuvent être confirmées par la base de données cinématographiques IMDb,  présente dans la section « Liens externes ».

### Télévision
- 2013 : Dame de trèfle de Philippe Venault : Sarah
- 2013 : Vive la colo !, série créée par Didier Le Pêcheur et Dominique Ladoge, saison 2 : Océane
- 2013 : Clem, épisode N'aie pas peur petite sœur, réalisé par Éric Le Roux : Margot
- 2014 : Boulevard du Palais, épisode Un bien pour le mal réalisé par  Bruno Garcia : Marjorie
- 2015 : Les Grands, série créée par Joris Morio et Benjamin Parent, saison 1 : Cassandre
- 2016 : Héroïnes, mini-série réalisée par Audrey Estrougo : Bianca[2]
- 2018 : Joséphine, ange gardien, épisode Un pour tous (1re et 2e parties), réalisé par de Thierry Petit : Sonia
- 2018 - 2019 : Les Bracelets rouges, série créée par Albert Espinosa Puig et Pau Freixas : Sarah (principale saison 1, invitée saison 2)
- 2018 - 2019 et 2021 : Demain nous appartient, série créée par Frédéric Chansel, Laure de Colbert, Nicolas Durand-Zouky, Éline Le Fur, Fabienne Lesieur et Jean-Marc Tab : Garance Doucet (épisodes 282 à 349, 458 à 558 & 922 à ...)
- 2018 - 2020 : Camping Paradis, épisodes À nos pères réalisé par Philippe Proteau et Ma vie est belle réalisé par Laurent Ournac : Zoé Delormes
- 2019 : Léo Matteï, Brigade des mineurs, épisode Question de goût (saison 6) : Myriam
- 2019 : Le temps est assassin de Claude-Michel Rome : Clotilde jeune
- 2020 : Mongeville, épisode Mauvaise foi réalisé par Edwin Baily[2]
- 2021 : La Faute à Rousseau (mini-série) d'Adeline Darraux et Octave Raspail : Emma
- 2021 : fugueuse (mini-série) : Camille
- 2022 : Handigang de Stéphanie Pillonca : Manon
- 2023 : La Vie, l'amour, tout de suite de Nicolas Cuche : Vanessa
- 2024 : Face à face, épisode Le village des délices réalisé par Jean-Christophe Delpias : Louise Manzarek

### Cinéma
- 2021 : Simone, le voyage du siècle d'Olivier Dahan : Marceline à 16 ans[2]